# Plopșor
Plopșor – wieś w Rumunii, w okręgu Dolj, w gminie Sălcuța. W 2011 roku liczyła 639 mieszkańców.